# Municipio de Alaska
El municipio de Alaska (en inglés: Alaska Township) es un municipio ubicado en el condado de Beltrami en el estado estadounidense de Minnesota. En el año 2010 tenía una población de 217 habitantes y una densidad poblacional de 2,37 personas por km².

## Geografía
El municipio de Alaska se encuentra ubicado en las coordenadas 47°46′24″N 95°4′23″O / 47.77333, -95.07306. Según la Oficina del Censo de los Estados Unidos, el municipio tiene una superficie total de 91.68 km², de la cual 83,38 km² corresponden a tierra firme y (9,05 %) 8,3 km² es agua.

## Demografía
Según el censo de 2010, había 217 personas residiendo en el municipio de Alaska. La densidad de población era de 2,37 hab./km². De los 217 habitantes, el municipio de Alaska estaba compuesto por el 92,17 % blancos, el 6,45 % eran amerindios y el 1,38 % eran de una mezcla de razas. Del total de la población el 0 % eran hispanos o latinos de cualquier raza.